# Сады Терстона
Сады Терстона (англ. Thurston Gardens) — ботанические сады Фиджи. Раньше были известны как Ботанический сад Сувы, название было изменено в честь бывшего губернатора Фиджи Джона Бейтса Терстона, который работал с февраля 1888 года по март 1897 года. Сады Терстона расположены в центре Сувы, между парком Альберта и Домом правительства.

## История
Сады Терстона построены на месте старого города Сува, который сгорел в 1843 году в одном из самых кровавых боев в истории Фиджи. Многие жители были убиты и съедены жителями Ревы. В 1879 году Джон Бейтса Терстон пригласил ботаника Джона Хорна, директора лесов и ботанических садов Маврикия, дать рекомендации по созданию ботанического сада. Первоначально сады назывались Ботаническими садами Сувы, но были переименованы в 1976 году в память о Джоне Бейтсе Терстоне. В 1913 году сады были реорганизованы, канализацию  проложили под землей. Также была посажена 101 королевская пальма и 39 древовидных папоротников. Часовая башня и эстрада были построены в 1918 году в память о первом мэре Сувы. Музей Фиджи в настоящее время занимает здание, построенное на территории Ботанического сада в 1955 году и принимает участие в поддержании сада в подобающем виде. Многие здания и артефакты нуждаются во внимании, но жители Сувы по-прежнему регулярно посещают сады в течение дня. По всей территории растут разнообразные пальмы, имбирь, кувшинки и другая местная флора.